# إنجي إستس
إنجي إستس (بالإنجليزية: Angie Estes)‏ (12 ديسمبر 1950)؛ كاتِبة وشاعرة أمريكية. درست في جامعة أوريغون.

## الجوائز
- زمالة غوغنهايم